# Shropshire
Lo Shropshire (pronuncia [ˈʃrɒpʃər] o [ˈʃrɒpʃɪər], abbreviato Salop o Shrops, in gallese Swydd Amwythig) è una contea dell'Inghilterra nella regione delle Midlands Occidentali; confina con il Galles a ovest, con il Cheshire a nord, con lo Staffordshire a est, e con il Worcestershire e Herefordshire a sud. Il Consiglio dello Shropshire fu creato nel 2009 come autorità unitaria, sostituendo i precedenti consiglio di contea e cinque consigli di distretto. Il borough di Telford and Wrekin è una autorità unitaria separata dal 1998, ma rimane parte della contea cerimoniale.
La popolazione e l'economia della contea sono concentrate in cinque città: il capoluogo di Shrewsbury, che è importante culturalmente e storicamente, molto vicino al centro della contea; Telford, una new town nella parte orientale che è stata costruita intorno a diverse città più antiche, principalmente Wellington, Dawley e Madeley, che è oggi la più popolosa; e Oswestry nel nord-ovest, Bridgnorth appena a sud di Telford e Ludlow nella parte meridionale. La contea ha molte città di mercato, tra cui Whitchurch nel nord, Newport a nord-est di Telford e Market Drayton nel nord-est della contea.
La Gola di Ironbridge è un sito Patrimonio dell'umanità dell'UNESCO, e si estende tra Ironbridge, Coalbrookdale e in parte a Madeley. Vi sono altri siti storici anche di tipo industriale, come a Shrewsbury, Broseley, Snailbeach e Highley, come anche nel Shropshire Union Canal.
L'Area of Outstanding Natural Beauty delle Shropshire Hills copre circa un quarto della contea, nella sua parte meridionale Lo Shropshire è una delle contee inglesi più rurali e meno densamente popolate, con una densità di popolazione di 136 abitanti per chilometro quadrato. The Wrekin è uno dei luoghi più riconosciuti della contea, anche se le colline più elevate sono le Clee Hills, Stiperstones ed il Long Mynd. Wenlock Edge è un altro luogo di importanza geografica e geologica. Nei bassipiani della contea che si estendono oltre il confine gallese si trova la riserva naturale nazionale Fenn's, Whixall and Bettisfield Mosses, una delle torbiere più importanti e meglio conservate della Gran Bretagna. Il fiume Severn, il più lungo della Gran Bretagna, attraversa la contea, fluendo verso il Worcestershire nella Valle del Severn.
Il fiore simbolo della contea è la Drosera rotundifolia.
La famosa scrittrice di romanzi storici e gialli Ellis Peters (Edith Mary Pargeter) ha ambientato a Shrewsbury e nella contea di Salop la serie di gialli storici ―prima epoca normanna― su frate Cadfael.

## Geografia fisica
La contea di Shropshire confina a ovest con la contea gallese di Powys e a nord-ovest con il distretto unitario di Wrexham, a nord confina con il Cheshire, a est con lo Staffordshire e a sud con il Worcestershire e il Herefordshire.
Nell'area settentrionale e centrale il territorio è pianeggiante e costituisce il prolungamento meridionale della pianura del Cheshire. È attraversato dal fiume Severn che dal Galles scende verso il capoluogo di contea di Shrewsbury per poi dirigersi, dopo aver superato la Gola di Ironbridge, a sud verso il Worcestershire. Oltre a Shrewsbury in questa area sono situate le cittadina di Oswestry (al confine col Galles), Whitchurch e Market Drayton a nord, e a ovest la conurbazione urbana incentrata sulla New Town di Telford.
L'area sud-ovest della contea è interessata da rilievi collinari che raggiungono i 517 metri d'altitudine del Long Mynd e i 530 metri della Brown Clee Hill. Tra i rilievi del Wenlock Edge e le Clee Hills si distende la valle del fiume Teme che scende verso il Worcestershire. L'area meridionale della contea ha uno spiccato carattere rurale e i centri abitati di una certa rilevanza sono solo Ludlow, Bridgnorth e Church Stretton.

## Geografia antropica

### Suddivisioni amministrative
La contea cerimoniale dello Shropshire è divisa amministrativamente nel territorio distretti unitari dello Shropshire di Telford e Wrekin, a loro volta suddivisi in parrocchie civili.

#### Suddivisioni
|  | 1. Shropshire (autorità unitaria) 2. Telford and Wrekin (autorità unitaria) |

## Storia

### Nascita della Rivoluzione industriale

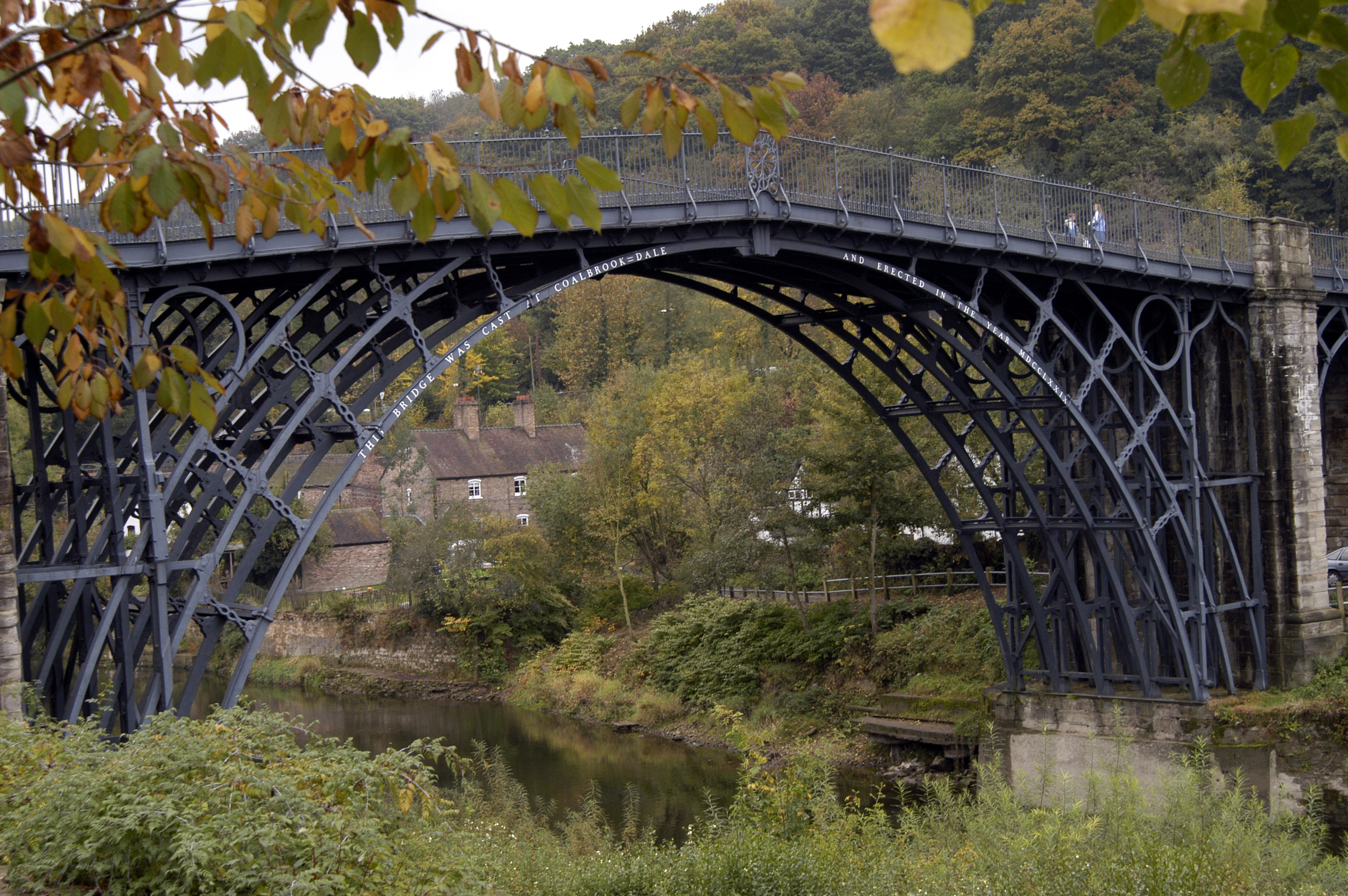
Il ponte di Ironbridge

La contea di Shropshire è a buon diritto considerata la culla della Rivoluzione Industriale. Vari fattori hanno contribuito a ciò. Innanzi tutto la ricchezza di minerali del sottosuolo (carbone, piombo, rame e ferro). Inoltre il fiume Severn ha rappresentato da sempre una via di trasporto privilegiata per il trasporto di merci e per le comunicazioni. Nel XVIII Ironbridge Gorge divenne il centro focale dell'industria emergente. Fu qui che venne costruito il primo ponte in ferro (tuttora esistente). A Coalbrookdale nacque la moderna fusione del ferro. A Ditherington fu costruito il primo edificio al mondo con struttura in ferro. Le cittadine di Broseley, Madeley, Jackfield e Coalport sono stati centri di innovazioni tecnologiche nel corso del XVIII come ancora testimonia il ricchissimo patrimonio di archeologia industriale della contea.

## Monumenti e luoghi d'interesse
- Attingham Park

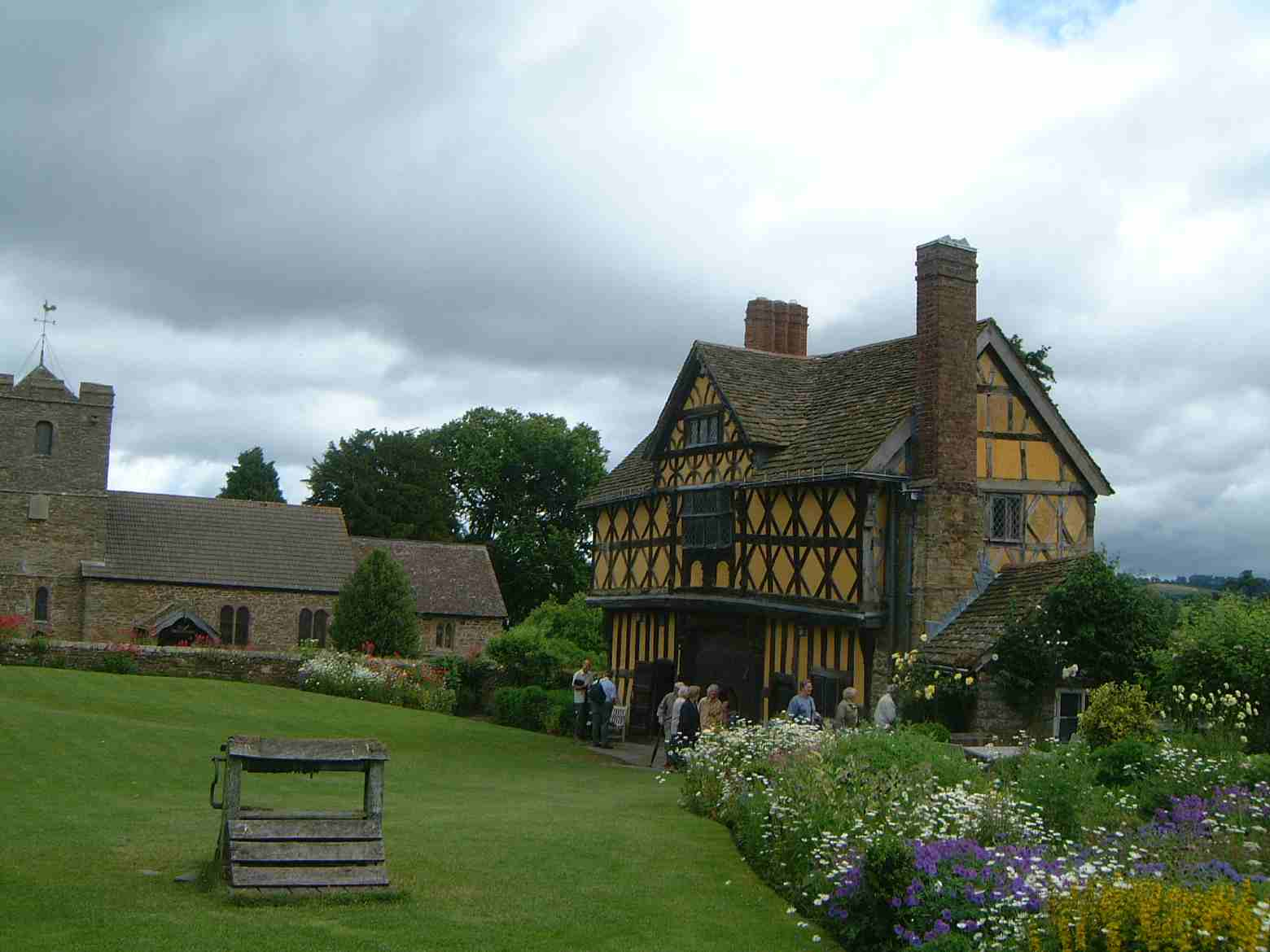
Stokesay Castle con la chiesa di St John the Baptist.

- Blists Hill, archeologia industriale e ricostruzione di un villaggio vittoriano
- Boscobel House (al confine con lo Staffordshire)
- Brown Clee Hill, la collina più alta del Shropshire
- Burford House
- Caer Caradoc, collina con reperti archeologici (vicina a Church Stretton)
- Cardingmill Valley
- Flounder's Folly, costruzione eccentrica vicino a Craven Arms
- Haughmond Hill (parco vicino a Shrewsbury con le rovine dell'abbazia medievale di Haughmond Abbey)
- Hawkstone Park, parco che ospita varie follies (costruzioni eccentriche)
- Hopton Castle, castello in cui fu compiuto un massacro durante la Guerra Civile
- Ironbridge (il primo ponte in ferro del mondo)
- Kynaston's Cave
- Langley Chapel
- Long Mynd (collina nei pressi di Church Stretton)
- Castello di Ludlow, castello in cui morì il giovane principe Arthur, erede al trono inglese, fratello maggiore del futuro Enrico VIII
- Mitchell's Fold, un cerchio di pietre dell'età del bronzo
- Moreton Corbet Castle
- Offa's Dyke, opera difensiva in terra, oggi un popolare sentiero che corre lungo tutto il confine con il Galles
- Shropshire Hills, colline dichiarate "Area di straordinaria bellezza naturale" (AONB)
- Shropshire Union Canal
- Snailbeach, storico villaggio minerario.
- The Stiperstones, cresta montuosa nei pressi di Pontesbury, che comprende la "Devil's Chair"
- Stokesay Castle
- Titterstone Clee Hill (collina nei pressi di Ludlow, ex miniera di carbone, famosa per l'accento degli abitanti del luogo)
- Wenlock Edge, rilievo montuoso considerato la "capitale geologica del Regno Unito"
- Whittington Castle
- Wroxeter, rovine della città e della fortezza romana